# Heartbeat City
Heartbeat City ist das fünfte Studioalbum der Band The Cars, das im März 1984 erschien und nach dem gleichnamigen Song benannt wurde.

## Geschichte
Alle Songs auf dem Album wurden von Ric Ocasek geschrieben. Ursprünglich sollte Robert Lange neben dem Album auch das Def-Leppard-Album Hysteria produzieren, doch aufgrund der langen Aufnahmezeit verschob sich die Aufnahme dieses Albums. Der Bonustrack Stranger Eyes fand seine Verwendung im Film Top Gun.

## Titelliste
1. Hello Again – 3:47
2. Looking for Love – 3:52
3. Magic – 3:57
4. Drive – 3:55
5. Stranger Eyes – 4:26
6. You Might Think – 3:04
7. It’s Not the Night – 3:49
8. Why Can’t I Have You – 4:04
9. I Refuse – 3:16
10. Heartbeat City – 4:31

## Mitwirkende

### Die Musik
- Ric Ocasek – Rhythmusgitarre, Synthesizer, Gesang
- Elliot Easton – Leadgitarrist, Hintergrundgesang
- Greg Hawkes – Keyboard, Fairlight CMI-Programmierung, Hintergrundgesang
- Benjamin Orr – Bassgitarre, Gesang
- David Robinson – Schlagzeug, Schlaginstrument, Fairlight CMI-Programmierung
- Andy Topeka – Fairlight CMI-Programmierung

### Das Albumcover
- Peter Phillips – Coverkunst (Malerei)
- HSU – künstlerische Leitung
- Cathy Henszey – künstlerische Leitung
- Doris Kloster – Fotografie
- George Holz – Fotografie
- David Robinson – Coverdesign

## Kommerzieller Erfolg

### Chartplatzierungen

#### Album
| ChartsChartplatzierungen       | Höchstplatzierung | Wochen |
| ------------------------------ | ----------------- | ------ |
| Deutschland (GfK)              | 15 (18 Wo.)       | 18     |
| Schweiz (IFPI)                 | 20 (5 Wo.)        | 5      |
| Vereinigte Staaten (Billboard) | 3 (69 Wo.)        | 69     |
| Vereinigtes Königreich (OCC)   | 25 (30 Wo.)       | 30     |

#### Singles
| Jahr | Titel                | Höchstplatzierung, Gesamtwochen, AuszeichnungChartplatzierungen (Jahr, Titel, , Platzierungen, Wochen, Auszeichnungen, Anmerkungen) | Höchstplatzierung, Gesamtwochen, AuszeichnungChartplatzierungen (Jahr, Titel, , Platzierungen, Wochen, Auszeichnungen, Anmerkungen) | Höchstplatzierung, Gesamtwochen, AuszeichnungChartplatzierungen (Jahr, Titel, , Platzierungen, Wochen, Auszeichnungen, Anmerkungen) | Höchstplatzierung, Gesamtwochen, AuszeichnungChartplatzierungen (Jahr, Titel, , Platzierungen, Wochen, Auszeichnungen, Anmerkungen) | Höchstplatzierung, Gesamtwochen, AuszeichnungChartplatzierungen (Jahr, Titel, , Platzierungen, Wochen, Auszeichnungen, Anmerkungen) | Anmerkungen                                              |
| Jahr | Titel                | DE | AT | CH | UK | US | Anmerkungen                                              |
| ---- | -------------------- | --- | --- | --- | --- | --- | -------------------------------------------------------- |
| 1984 | You Might Think      | — | — | — | UK88 (5 Wo.)UK | US7 (17 Wo.)US | Erstveröffentlichung: Februar 1984 Autor: Ric Ocasek     |
| 1984 | Magic                | — | — | — | — | US12 (17 Wo.)US | Erstveröffentlichung: 7. Mai 1984 Autor: Ric Ocasek      |
| 1984 | Drive                | DE4 (16 Wo.)DE | AT8 (10 Wo.)AT | CH3 (12 Wo.)CH | UK4 Gold · (27 Wo.)UK | US3 (19 Wo.)US | Erstveröffentlichung: 23. Juli 1984 Autor: Ric Ocasek    |
| 1984 | Hello Again          | DE27 (8 Wo.)DE | AT21 (6 Wo.)AT | CH17 (6 Wo.)CH | — | US20 (15 Wo.)US | Erstveröffentlichung: 15. Oktober 1984 Autor: Ric Ocasek |
| 1985 | Why Can’t I Have You | — | — | — | — | US33 (17 Wo.)US | Erstveröffentlichung: 7. Januar 1985 Autor: Ric Ocasek   |
| 1985 | Heartbeat City       | — | — | — | UK78 (3 Wo.)UK | — | Erstveröffentlichung: Februar 1985 Autor: Ric Ocasek     |

### Auszeichnungen für Musikverkäufe
| Land/Region                  | Auszeichnungen für Musikverkäufe (Land/Region, Auszeichnung, Verkäufe) | Verkäufe  |
| ---------------------------- | ---------------------------------------------------------------------- | --------- |
| Neuseeland (RMNZ)            | 4× Platin                                                              | 80.000    |
| Vereinigte Staaten (RIAA)    | 4× Platin                                                              | 4.000.000 |
| Vereinigtes Königreich (BPI) | Gold                                                                   | 100.000   |
| Insgesamt                    | 1× Gold · 8× Platin ·                                                  | 4.180.000 |